# Clément Bondu
Pour les articles homonymes, voir Bondu.
Clément Bondu, né en 1988, est un écrivain, metteur en scène et cinéaste français. 

## Biographie
Il a grandi en banlieue parisienne, et suivi des études de lettres et d’art dramatique, à l'ENS, au Conservatoire national supérieur d'art dramatique ainsi qu'à l'ENSATT. Ses textes mêlent poésie, récits, théâtre, livrets d’opéra. Ses spectacles sont joués par sa compagnie Année Zéro. Ses films sont entre le documentaire et de la fiction. Il a réalisé trois courts métrages : L’échappée (2017), Nuit blanche rêve noir, avec François Hébert (2019), et Lettre de Buenos Aires (2021). Il a publié deux livres de poèmes : Premières impressions (L’Harmattan, 2013) et Nous qui avions perdu le monde (La Crypte, 2021), ainsi que Les Étrangers (Allia, 2021), son premier roman.

## Publications
- Premières impressions, L'Harmattan, 2013[7]
- Nous qui avions perdu le monde, La Crypte, 2021
- Les Étrangers, Allia, 2021[8],[9],[10]

## Mises en scène
- L'Avenir, 2018, Plateaux sauvages (Paris)[11], Théâtre Sorano (Toulouse)[12], Théâtre de la Cité internationale (Paris)[13],[14]
- Les Adieux (nous qui avions perdu le monde), 2019, Théâtre de la Cité internationale (Paris)[15], Festival de Figeac[16].
- Dévotion, dernière offrande aux dieux morts, 2019, Gymnase du Lycée Saint Joseph, Festival d'Avignon[17],[18],[19],[20].
- Les Étrangers, 2021, Théâtre Sorano (Toulouse)[21], Théâtre de la Cité internationale (Paris)[22], Théâtre des Célestins (Lyon)[23]

## Traductions
- Alejandra Pizarnik, Journal, premiers cahiers 1954-1960, Ypsilon éditeur, 2021[24],[25],[26]
- Alejandra Pizarnik, Journal, années françaises 1960-1964, Ypsilon éditeur, 2023[27]